# ناندو ماريا نيفيز
فرناندو «ناندو» ماريا نيفيس (بالبرتغالية: Fernando "Nando" Maria Neves‏) المعروف باسم ناندو (مواليد 9 يونيو 1978) هو لاعب كرة قدم سابق من الرأس الأخضر الذي لعب لمنتخب الرأس الأخضر وكان يجيد اللعب في مركز قلب الدفاع.

## المسيرة الرياضية مع الأندية
لعب مع باتوك من منديلو في فريق الشباب. ظهر في الفريق البرتغالي أمارانتي لموسم 1998 بعد أن لعب مع بورتيمونينزي أيضا لموسم واحد. لثلاثة مواسم لعب مع غراسهوبر زيوريخ. تم اختياره كأفضل قلب دفاع وأفضل لاعب أجنبي في موسم 2006-2007 في تونس وهو واحد من أوائل الذين تم تكريمهم في الرأس الأخضر وقد وقع عقدا مع الفريق القطري السيلية لموسم 2007-08. في يوليو 2009 انتقل إلى بانيك أوسترافا ولعب 54 مباراة وسجل سبعة أهداف. في عام 2011 لعب مع شاتورو لموسمين ولعب 62 مرة وسجل هدف فقط. لموسم واحد ذهب إلى جمهورية التشيك ولعب مع سلافيا براغ لموسم واحد حيث لعب له 18 مباراة ولم يسجل أي هدف. بعد مرور عام لعب مع بريبرام أيضا لموسم واحد ولعب له 16 مباراة وسجل هدف وكان هذا آخر ظهور له مع الأندية.

## المسيرة الرياضية مع المنتخب
كان عضوًا في منتخب الرأس الأخضر في تصفيات كأس العالم لكرة القدم لعامي 2006 و2010. بعد إقصاء الرأس الأخضر تلقى دعوة في أغسطس 2009 لمباراة ودية ضد مالطا وأنغولا وفي مايو 2010 لعب وديا ضد البرتغال في المباراة التي انتهت بالتعادل السلبي 0-0. كان ناندو قائد منتخب الرأس الأخضر في كأس الأمم الأفريقية عام 2013 والذي كان أول مشاركة لبلاده في هذه البطولة. تمت مكافأة أدائه خلال البطولة باختياره ضمن تشكيلة البطولة. كانت آخر مباراة دولية له في 2 فبراير 2013 ضد غانا في ربع نهائي كأس الأمم الأفريقية والتي تعرض فيها منتخب للخسارة 2-0. بعد هذه الهزيمة أعلن اعتزاله الدولي على الفور.

## الإنجازات

### مع الأندية
- غراسهوبر زيوريخ
  - دوري السوبر السويسري (1): 2002-03

### الشخصية
- أفضل قلب دفاع في الرابطة التونسية المحترفة الأولى لكرة القدم (1): 2006-07
- أفضل أجنبي في الرابطة التونسية المحترفة الأولى لكرة القدم (1): 2006-07
- كأس الأمم الأفريقية لكرة القدم 2013: تشكيلة البطولة